# Pays de l'occitane et des Monts d'Ambazac
 (juin 2025).
Motif : Sans sources
- Archive Wikiwix
- Bing
- Cairn
- DuckDuckGo
- E. Universalis
- Gallica
- Google
- G. Books
- G. News
- G. Scholar
- Persée
- Qwant
- (zh) Baidu
- (ru) Yandex
- (wd) trouver des œuvres sur Wikidata

| 1. | Préciser le motif de la pose du bandeau. | Précisez le motif de la pose du bandeau en utilisant la syntaxe suivante : {{admissibilité à vérifier\|date=juillet 2025\|motif=remplacez ce texte par le motif}}                                              |
| 2. | Informer les utilisateurs concernés.     | Pensez à avertir le créateur de l'article, par exemple, en insérant le code ci-dessous sur sa page de discussion : {{subst:avertissement admissibilité à vérifier\|Pays de l'occitane et des Monts d'Ambazac}} |

 (janvier 2017).
Le Pays de l'Occitane et des monts d'Ambazac était une structure de regroupement de collectivités locales françaises, créée par la loi Voynet, située dans le département de la Haute-Vienne et la région Nouvelle-Aquitaine. C'est l'un des six Pays du département.
Il compte 18 704 habitants répartis sur 16 communes, et regroupe la communauté de communes Porte d'Occitanie et la communauté de communes des Monts d'Ambazac et Val de Taurion. Ces deux structures ont fusionné en 2017 pour devenir la Communauté de communes Élan Limousin Avenir Nature.

## Communes
- Ambazac
- Bersac-sur-Rivalier
- Bessines-sur-Gartempe
- Les Billanges
- Compreignac
- Folles
- Fromental
- Jabreilles-les-Bordes
- La Jonchère-Saint-Maurice
- Laurière
- Razès
- Saint-Laurent-les-Églises
- Saint-Léger-la-Montagne
- Saint-Priest-Taurion
- Saint-Sulpice-Laurière
- Saint-Sylvestre

- voir aussi Liste des Pays du Limousin